# 阿里帕·阿力马洪
阿尼帕·阿力马洪（维吾尔语：ھەنىپە ئالىمئاخۇن，拉丁维文：Henipe Alimaxun，1939年5月—），另记作阿里帕·阿力马洪、阿尼帕·阿力玛洪，维吾尔族。2009年，被国务院授予全国民族团结进步模范个人荣誉称号，被评为新疆十大杰出母亲；2010年获中国中央电视台“感动中国”十大人物。

## 生平
1939年5月出生于蒙古人民共和国。父亲为维吾尔族商人阿力马洪，母亲波勒斯罕为哈萨克族。1956年回国，定居于中蒙边境的布尔根村（今新疆阿勒泰地区青河县塔克什肯镇所在地）。1957年结婚。婚后，她和丈夫阿比包·马木特力从1963年起，先后收养汉、回、维吾尔、哈萨克4个民族10个孤儿。加上自己的亲生孩子，她一共抚养了4个民族共计19个孩子。
2012年，青河县政府在阿尼帕家原有的宅基地上，建设了新疆首个以道德模范事迹为主题的教育基地。该基地上下两层合计320.75平方米，楼下用于阿尼帕一家居住，楼上设立阿尼帕事迹教育展馆。

## 荣誉
阿尼帕·阿力马洪曾获“中国扶贫开发人物”、“全国道德模范”、“全国十大社会公益之星”、“国家级民族团结模范个人”和“感动中国十大人物”等荣誉称号。